# قله ماوسون
قله ماوسون (به انگلیسی: Mawson Peak) یک کوه و آتشفشان چینه‌ای در استرالیا است که در جزیره هرد و جزایر مک‌دونالد واقع شده‌است. قله ماوسون ۲٬۷۴۵ متر بالاتر از سطح دریا واقع شده‌است.